# Mały realizm

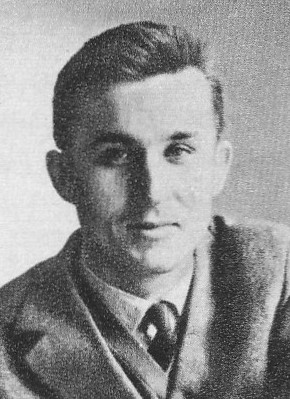
Marek Nowakowski, przedstawiciel małego realizmu

Mały realizm – nurt w prozie polskiej w pierwszej połowie lat 60 XX wieku, charakteryzujący się tendencją do opisywania codziennych realiów życia ludzi, przeciętnych zjawisk, postaci i sytuacji, minimalizmem poznawczym oraz niechęcią do formułowania głębokich sądów o charakterze społecznym czy psychologicznym, zamiast nich posługując się często stereotypami i banalnymi obserwacjami oraz ograniczając się do opisów zachowań. Twórcy unikali demaskatorstwa i buntu, wyrażając raczej akceptujący stosunek do przeciętności oraz realiów tzw. małej stabilizacji (lata po przełomie października 1956 i dojściu do władzy Władysława Gomułki), rezygnowali także z wszelkich tendencji dydaktycznych. Literatura małego realizmu sięgała chętnie po język mówiony, posługiwała się takimi gatunkami jak powieść, opowiadanie, reportaż. Nurt ten nie wywarł znaczącego wpływu na literaturę późniejszą.
Początkowo określenie mały realizm miało wydźwięk pejoratywny (w takim znaczeniu pojawiło się m.in. w artykułach Adama Ważyka, Jana Kotta oraz Melanii Kierczyńskiej publikowanych w pierwszych latach powojennych na łamach „Kuźnicy”" oraz w Zmianie warty Jana Błońskiego), z czasem stała się określeniem opisowym.
Do autorów piszących w konwencji małego realizmu należeli m.in. Kazimierz Traciewicz, Monika Kotowska, Nina Kracherowa, Marek Nowakowski, Andrzej Twerdochlib, Renata Zwoźniakowa, Krystyna Kleczkowska i in.